# Cha-cha-cha

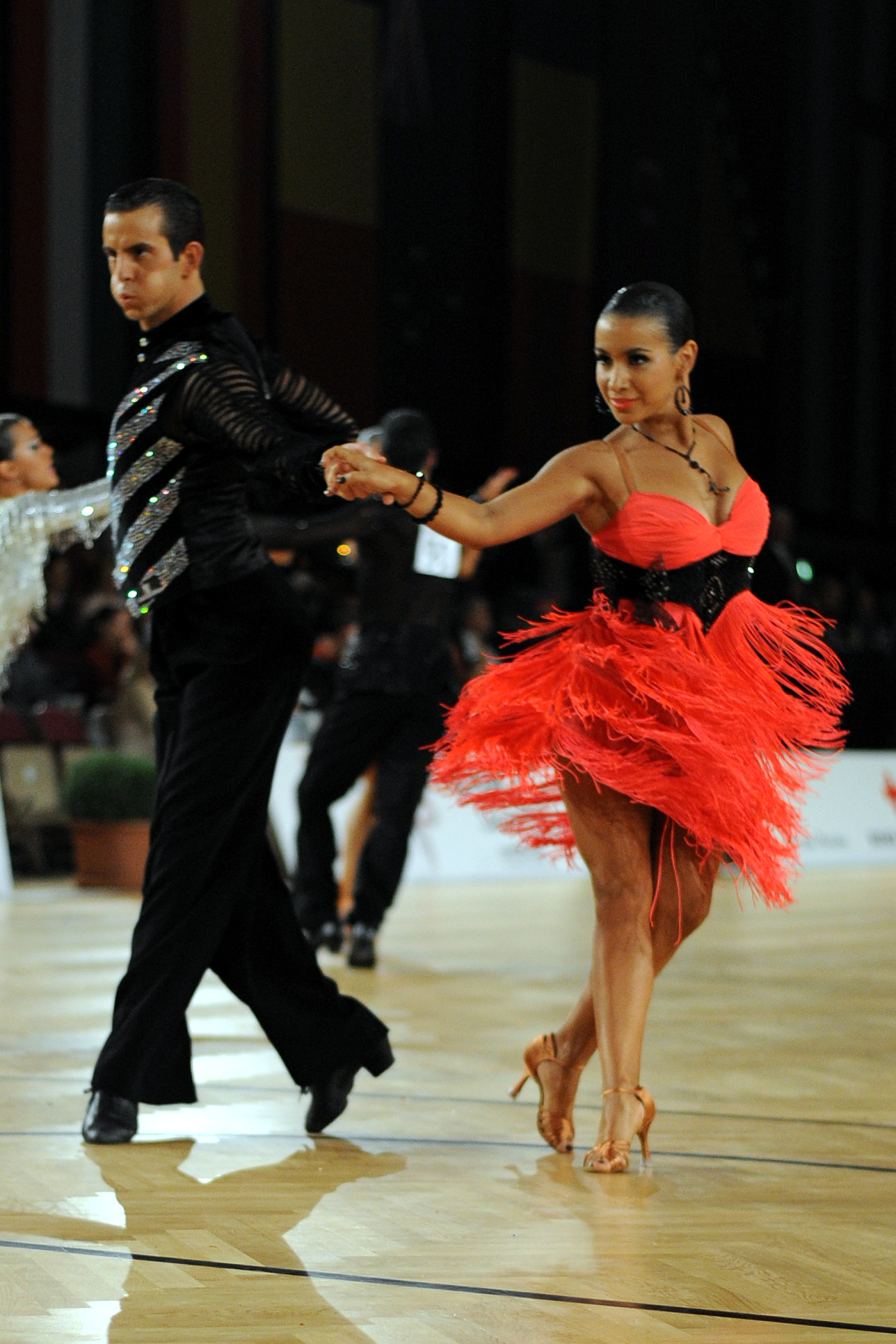
Cha-cha-cha

Cha-cha-cha, även kallad cha-cha, är en latinamerikansk dans och musikstil i 4/4-takt.

## Ursprung och historik
Cha-cha-chan är sprungen ur mambon, och den främsta skillnaden består i att cha-cha-cha har ett långsammare tempo. Musiken är liksom sin föregångsgenre uppbyggd kring clave-rytmen.
Orkesterledaren Enrique Jorrín är känd som den som lanserade musiken i USA 1953, och i Europa blev den populär i mitten av 1950-talet.

## Om namnet på dansen och musikstilen
Namnet sägs vara ett onomatopoetiskt efterhärmande av det ljud som uppstår när dansarna släpar sina fötter längs golvet: efter grundstegets första två långsamma steg följer nämligen tre snabba släpande steg. De tre snabba stegen kan emellertid hos vissa dansare uttryckas främst med höftrörelser, utan att några egentliga steg tas.
Ibland betonas de tre cha-cha-cha-slagen också i musiken, och cha-cha-chan sägs därmed vara ett av de få fall där en dansstil har fått tydligt genomslag i utförandet av sin motsvarande musik.
Det finns stora skillnader på den latinamerikanska folkdansen cha-cha-cha och tävlingsdansen cha-cha-cha. 